# 格拉耶沃

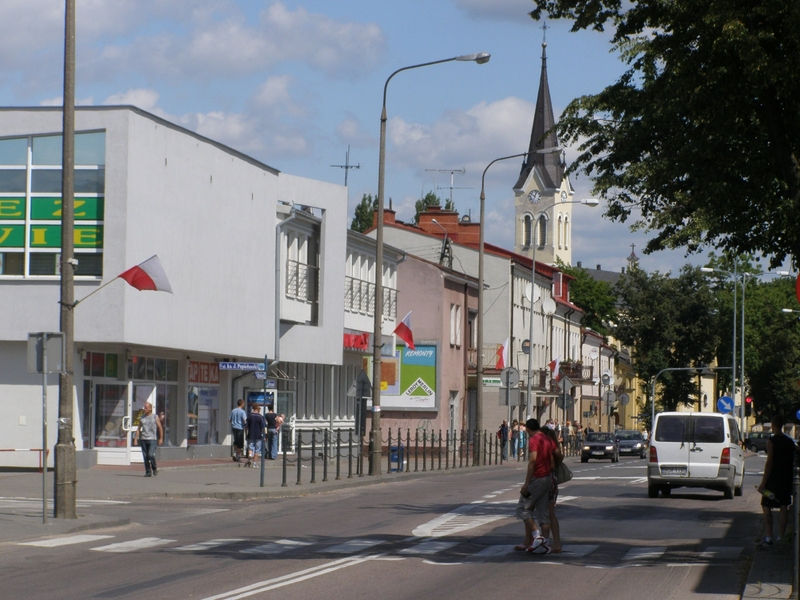

格拉耶沃是波蘭的城鎮，位於該國東北部，由波德拉謝省負責管轄，始建於十五世紀，面積18.93平方公里，2006年人口22,651。第二次世界大戰期間，納粹德國在1939年9月7日至1945年1月23日期間佔領該鎮。

## 外部連結
- Official website （页面存档备份，存于） (Polish)
- Grajewska Plotka  (Polish)
- grajewo24.pl  （页面存档备份，存于） (Polish)
- e-grajewo.pl  （页面存档备份，存于） (Polish)
- Grajewo Yizkor (Holocaust Memorial) Book （页面存档备份，存于） (Yiddish & English)

53°39′N 22°27′E / 53.650°N 22.450°E